# Club Sportivo Sergipe
Maillots
Le Club Sportivo Sergipe est un club brésilien de football basé à Aracaju dans l'État du Sergipe. Il est principalement reconnu pour sa section de football, mais comporte également des sections d'aviron, de natation, de volley-ball et d'autres disciplines encore. Fondé en tant que club d'aviron le 17 octobre 1909, il n'ouvre sa section de football qu'au début des années 1916.

## Histoire

### Création du club
| Organigramme à la fondation du club : - Président : Tancredo Sousa Campos - Vice-président : José Victor de Matos - 1er secrétaire : José Couto de Farias - 2e secrétaire : Adalberto Ribeiro Monteiro - Trésorier : José Fernandes de Oliveira - Orateur : Hemetério Gouveia - Directeur des courses : Américo Silva - Commission fiscale : Dr. Alexandre Lobão, Cel. Terêncio Sampaioet Jucundino Sousa Filho - Président d'honneur : Cel. Lourenço Pinto Monteiro |

Le Club Sportivo Sergipe est fondé le 17 octobre 1909, une semaine après l'émergence du premier club sportif d'Aracaju, Cotinguiba Esporte Clube, tous deux exclusivement dédiés aux sports nautiques, en particulier à l'aviron. Il existe une version que Sergipe est né d'une dissidence de Cotinguiba qui étaient insatisfait du nom donné à ce club. Ces dissidents auraient alors décidé de fonder un autre club avec le vrai nom de la rivière où ils se disputeraient les compétitions: le fleuve Sergipe. Cependant, les enquêtes et les témoignages (y compris celui de José Couto de Farias, l'un des fondateurs de Sergipe) pointent vers une autre version : le simple besoin d'un autre club pour que les régates puissent avoir lieu.
Ainsi, commandée par Adalberto Ribeiro Monteiro et plus Euclides Porto, Adalgiso Rosal, José Couto de Farias, Tancredo de Sousa Campos, Américo Silva, Francisco Bessa et autres que l'histoire n'a pas enregistré; s'est réuni le lendemain de la fondation de Cotinguiba, à midi le 11 octobre 1909, au siège de l'Association Commerciale de Sergipe et a décidé que le dimanche suivant, le Club Sportivo Sergipe serait fondé. Et c'est ce qui est arrivé. De nouveau au même moment, et au même endroit auparavant, ce groupe de jeunes idéalistes a fondé le club dont les couleurs représentent la vigueur, la volonté de gagner, de progresser.
Le Club Sportivo Sergipe est né à cette époque, dont le destin historique en ferait le plus grand club sportif de l'État de Sergipe. Peu après la fondation, le conseil d'administration a commandé des bateaux, aménagé une place pour le siège social, recueilli de nouveaux membres et recueilli des fonds pour réaliser les plans. En janvier 1910 a été baptisé le premier bateau rouge, qu'a reçu le nom de "Nereida" (Néréides en français). Lors du premier concours nautique, le 11 juin 1910, le club rouge était vainqueur, avant Cotinguiba. Ce fut la première de nombreuses victoires dans les courses contre le rival bleu, qui se sont produites dans le fleuve Sergipe et qui ont été accompagnés par un grand public dans la rue da Frente.
Le 8 janvier 1911, le premier siège de Sergipe fut inauguré. C'était un petit garage, construit dans le quartier de Fundição (actuelle avenue Ivo do Prado), sur les rives de la rivière Sergipe.

### Les débuts
En 1916, le Club Sportivo Sergipe ouvre une section football. Puis, en 1922, il remporte le championnat du Sergipe pour la première fois.

## Palmarès
| Compétitions nationales | Compétitions régionales |
| ----------------------- | --- |
| - Néant                 | - Championnat du Sergipe (37) : - Champion : 1922, 1924, 1927, 1928, 1929, 1932, 1933, 1937, 1940, 1943, 1955, 1961, 1964, 1967, 1970, 1971, 1972, 1974, 1975, 1982, 1984, 1985, 1989, 1991, 1992, 1993, 1994, 1995, 1996, 1999, 2000, 2003, 2013, 2016, 2018, 2021 et 2022 - Vice-champion : 1918, 1921, 1939, 1960, 1963, 1968, 1973, 1977, 1978, 1981, 1988, 1990, 2004, 2005, 2008, 2009 et 2020 - Coupe du Sergipe (pt) (1) : - Vainqueur : 2013 - Finaliste : 2003, 2005, 2009 et 2012 |